# Greg Sestero
Gregory Sestero (født 15. juli 1978 i Walnut Creek, Californien i USA) er en amerikansk skuespiller, model, filmproducer og forfatter. Han er bedst kendt for sin rolle som Mark, bedste vennen til Tommy Wiseaus karakter Johnny, i kultfilmen The Room fra 2003 og for sin memoir The Disaster Artist fra 2013 omkring sit liv og oplevelse med at lave The Room. James Franco filmatiserede bogen med sin komediefilm The Disaster Artist fra 2017, hvor Dave Franco spiller Sestero.
Sestero mødte Tommy Wiseau i en skuespil-klasse i 1998 og de er fortsat gode venner.
Han bor på nuværende tidspunkt i det sydlige Californien.